# Magnac-Lavalette-Villars
Magnac-Lavalette-Villars is een voormalige gemeente in het Franse departement Charente in de regio Nouvelle-Aquitaine en telt 363 inwoners (1999). De plaats maakt deel uit van het arrondissement Angoulême.

## Geschiedenis
Magnac-Lavalette-Villars is op 1 januari 2025 gefuseerd met Gardes-le-Pontaroux tot de gemeente Magnac-lès-Gardes.

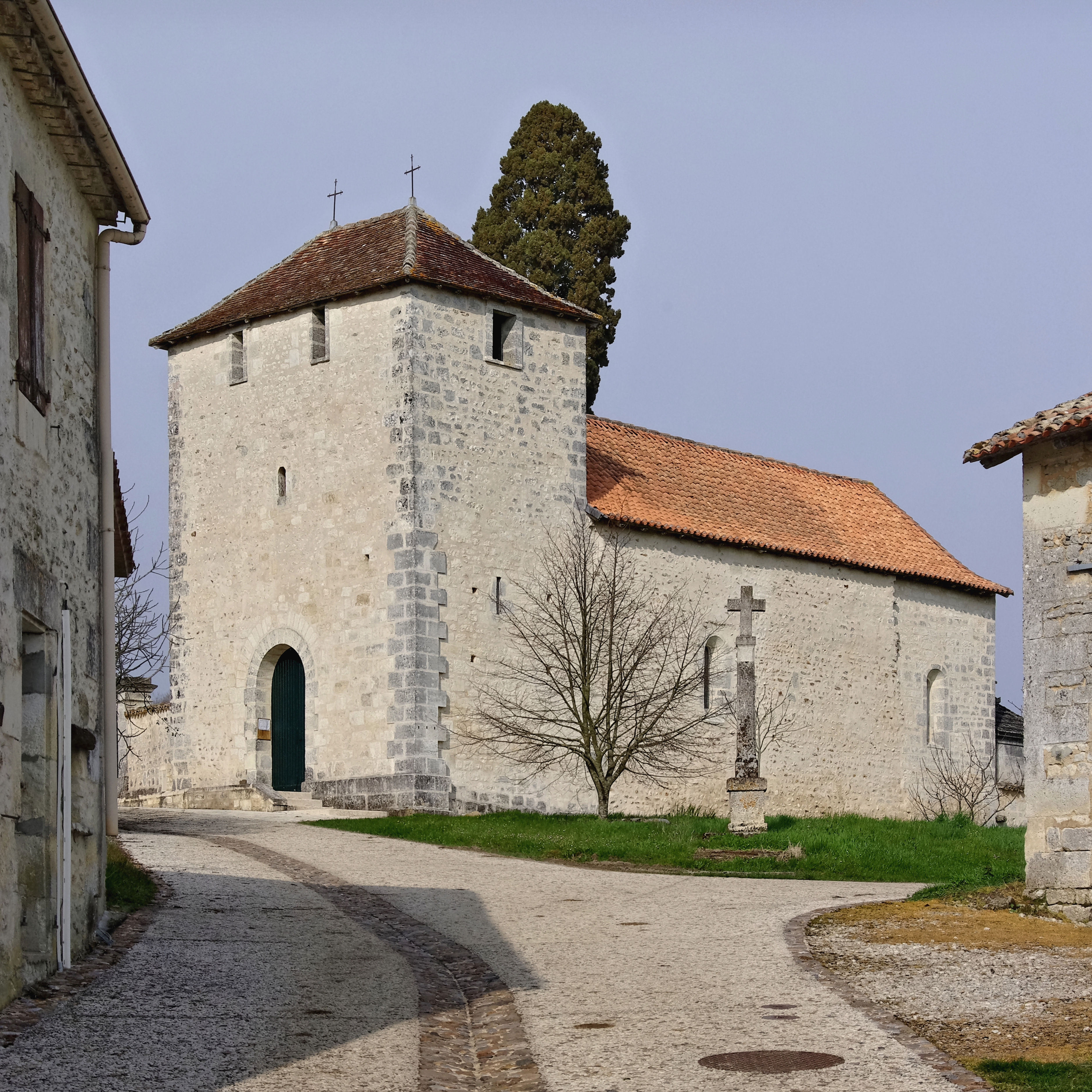
Kerk van Villars
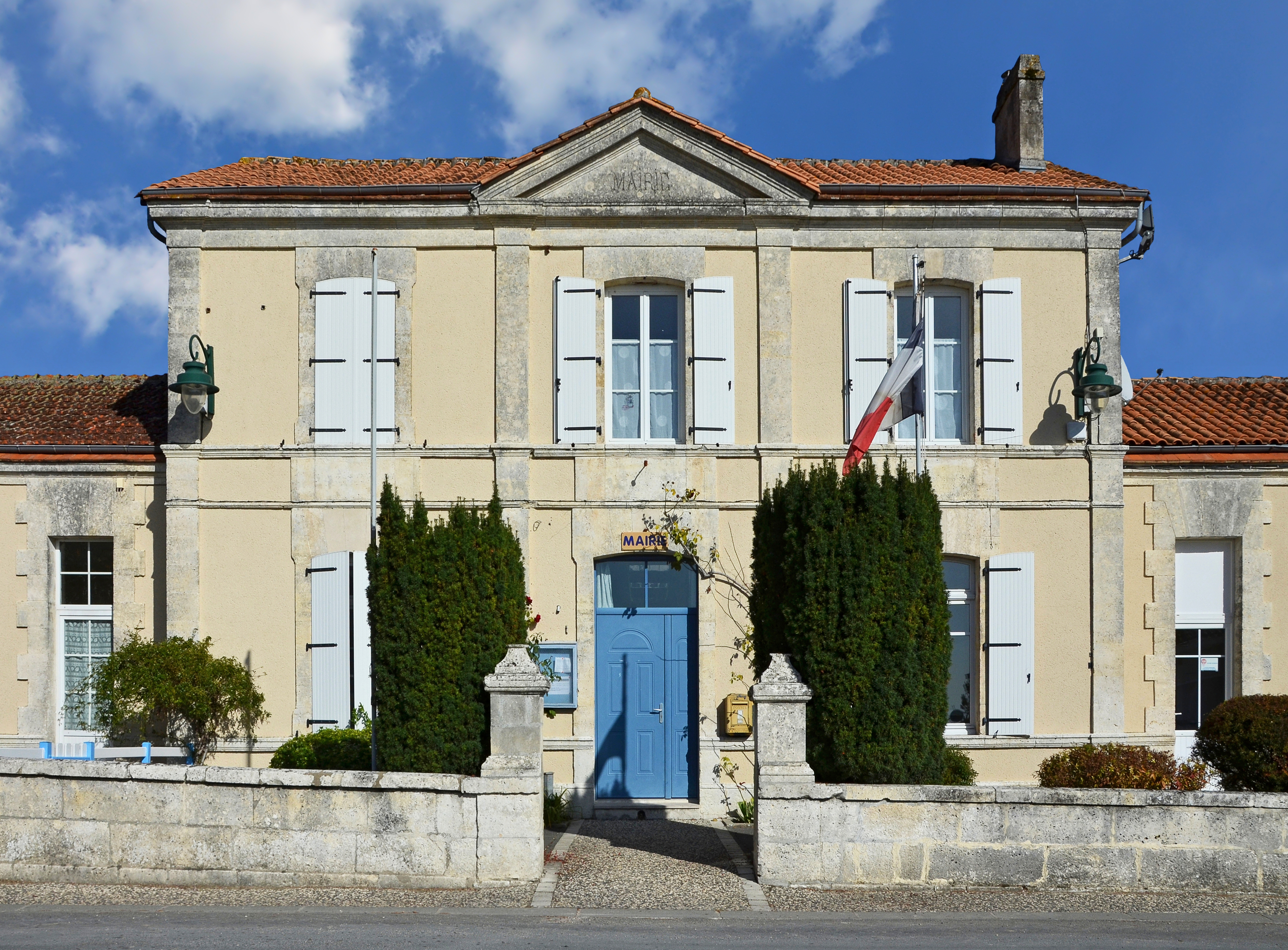
Gemeentehuis
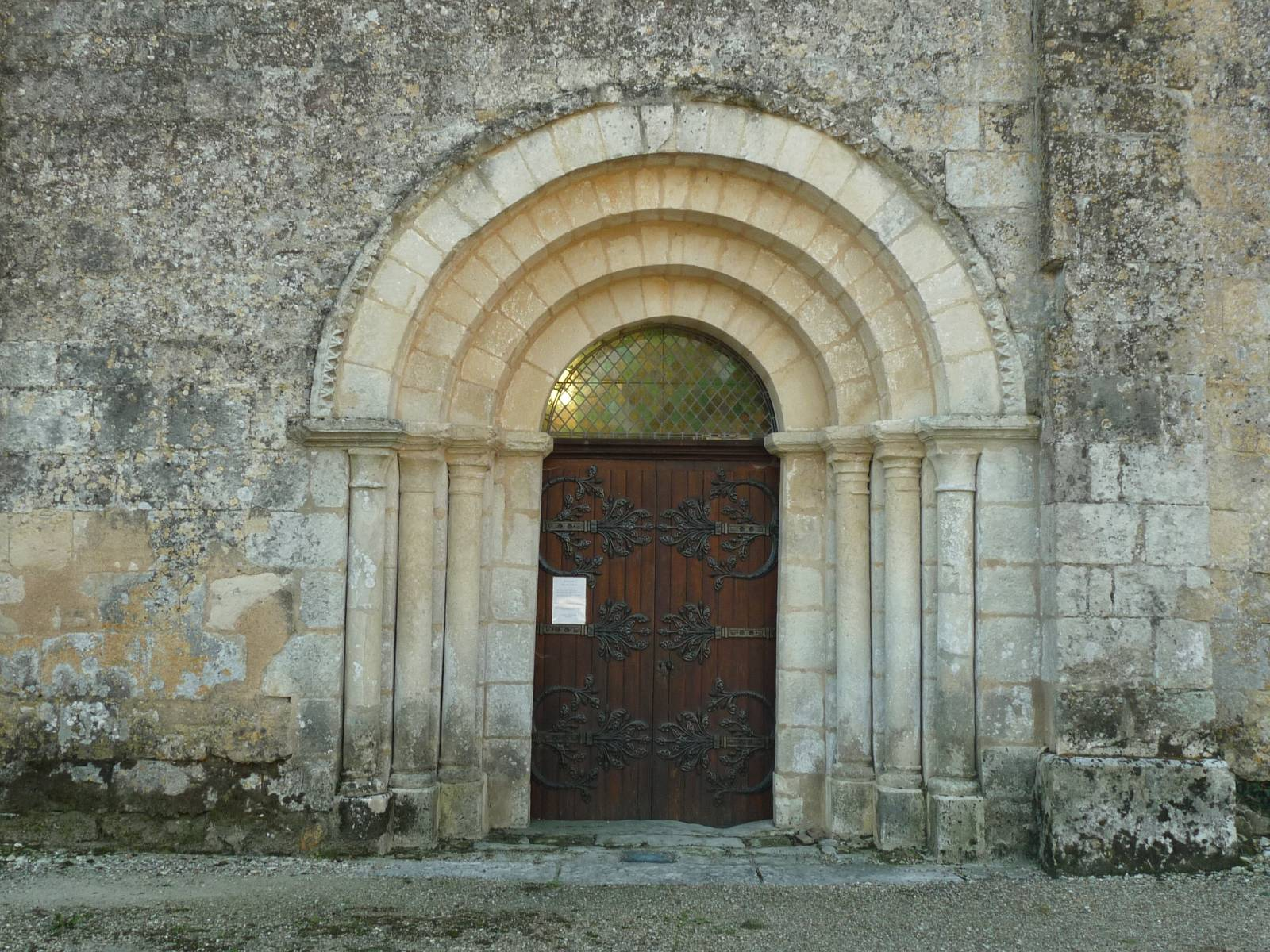
Kerk van Magnac

## Geografie
De oppervlakte van Magnac-Lavalette-Villars bedraagt 24,3 km², de bevolkingsdichtheid is 14,9 inwoners per km².
De onderstaande kaart toont de ligging van Magnac-Lavalette-Villars met de belangrijkste infrastructuur en aangrenzende gemeenten.

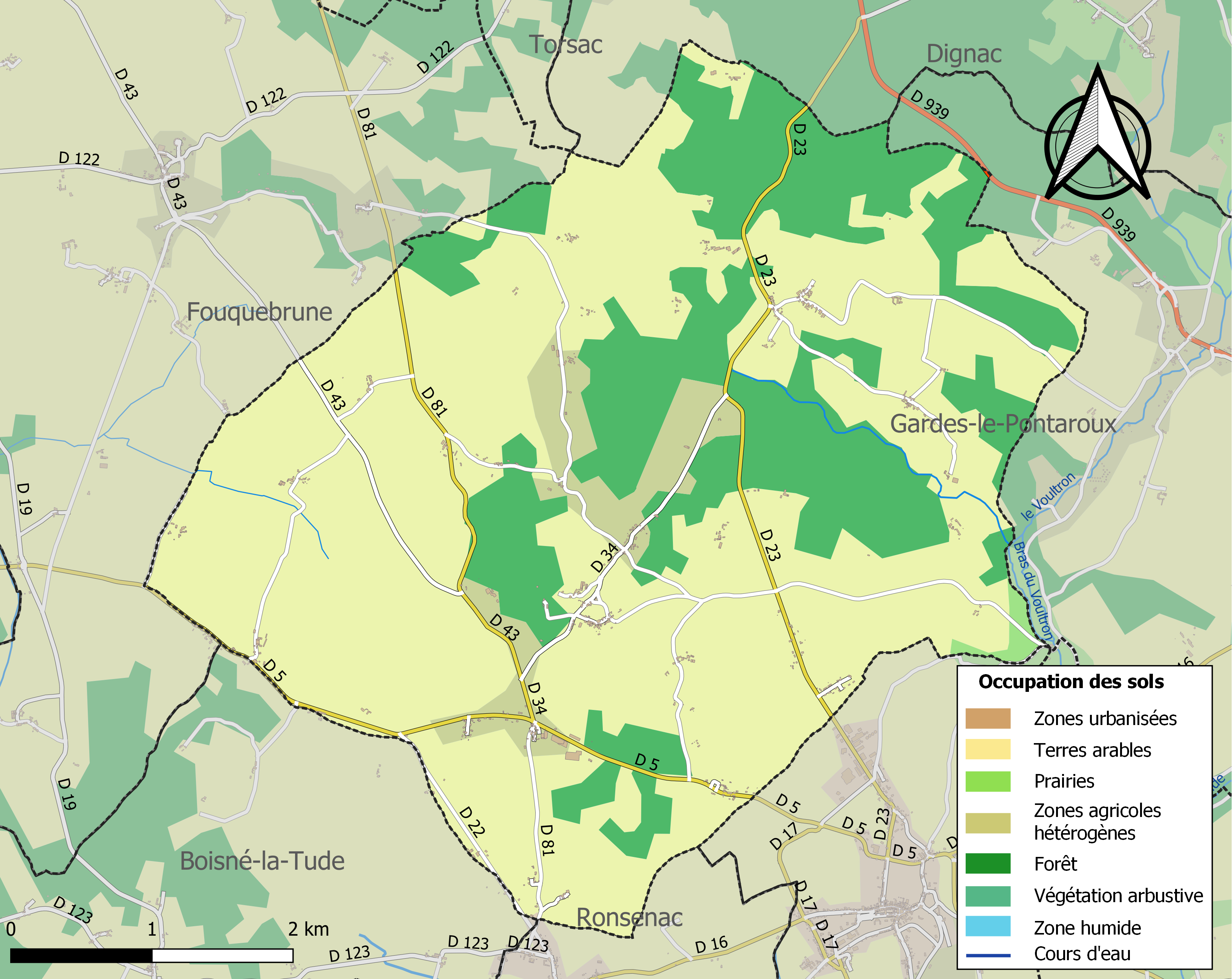

## Demografie
Onderstaande figuur toont het verloop van het inwonertal.